# Barberton Halliwell
Ernest Austin Halliwell (bekannt als Barberton Halliwell; * 7. September 1864 in Ealing, Vereinigtes Königreich; † 2. Oktober 1919 in Johannesburg, Transvaal, Südafrikanische Union) war ein südafrikanischer Cricketspieler, der zwischen 1892 und 1902 für die südafrikanische Nationalmannschaft spielte, und zwischen 1896 und 1902 als ihr Kapitän agierte.

## Kindheit und Ausbildung
Sein Vater Richard Halliwell spielte First-Class-Cricket für Middlesex.

## Aktive Karriere
Sein Debüt in der Nationalmannschaft gab er bei der Tour gegen England im März 1892. Zwei Jahre später tourte er mit einem südafrikanischen Team in England und konnte dort als Wicket-Keeper herausstechen. Als England in der Saison 1895/96 nach Südafrika kam, war seine beste Schlagleistung 41 Runs im zweiten Test der Serie. Dort agierte er auch bei zwei Tests als Kapitän des Teams. In der Saison 1898/99 spielte er im zweiten Test, konnte jedoch nicht herausragen. Dies änderte sich, als er im Sommer 1901 abermals mit einem südafrikanischen Team nach England reiste und dort abermals Aufmerksamkeit als Wicket-Keeper erregte. Er spielte dabei ein Spiel für Middlesex und war auch beim Gentlemen v Players des Jahres im Einsatz. In der Saison 1902/03 kam erstmals Australien nach Südafrika, wo ihm im ersten Test ein Fifty über 57 Runs gelang. Er bestritt bei der Tour auch seinen letzten Test. Er besuchte mit einem südafrikanischen Team in der Saison 1904 erneut England, reiste dort jedoch frühzeitig ab. Dennoch wurde er als einer der Wisden Cricketers of the Year ausgezeichnet.

## Technik
Ihm wird generell zugeschrieben, dass er der erste Wicket-Keeper war, der rohe Steaks in seinen Handschuhen verwendete, um die Wucht der Bälle der Fast-Bowler zu dämpfen.

## Nach der aktiven Karriere
Im Oktober 1919 verstarb er im Alter von 55 Jahren an den Folgen einer Operation in Folge von Wundbrand an seinem Bein.